# إبراهيم سعيد
إبراهيم سعيد لاعب كرة قدم مصري، التحق بالنادي الأهلي سنة 2000 التحق بنادي إيفرتون في سنة 2003 لكنه لم يلعب أي مباراة ضمن البطولات فرجع بعد مدة قصيرة إلى مصر.
حصل إبراهيم سعيد على لقب أفضل لاعب مصري مرتين ولقب أفضل مدافع افريقى مرتين ويعتبر أول لاعب مصري يحترف في الدورى الانجليزى.
ألتحق بمنتخب مصر وقام بتحقيق كأس الأمم الأفريقية مع زملائه عام 2006 و2008.
في 2004 انتقل إبراهيم سعيد إلى النادي التركي أنقرة غوجو.
انضم للنادى الإسماعيلى المصري في عام 2008 وأصبح همه الأول هو الحصول على بطولة مع نادي الإسماعيلي.
في 2009 انضم إبراهيم سعيد لفريق أهلى طرابلس الليبي.
وفي عام 2010 - 2011 انتقل إلى نادى الاتحاد السكندري وبعد شد وجذب قام بفسخ تعاقده مع الاتحاد السكندري. وفي عام 2013 بعد ابتعاد عن الملاعب ينتقل إبراهيم سعيد للعب ضمن صفوف أحد الأندية السويدية.

## مسيرته الكروية
لعب إبراهيم سعيد خلال مسيرته الاحترافية مع 8 أندية في خمسة عشر موسمًا وسجل خلالها 24 هدفًا ضمن 151 مباراة. حيث فاز في موسمين بالكأس وفي موسمين بالدوري.
خاض إبراهيم سعيد مسيرته مع النادي الأهلي في موسم 1998–99 ليلعب معه ستة مواسم، مشاركًا في 76 مباراة سجل خلالها 18 هدفًا. ثم انتقل إلى نادي الزمالك في موسم 2004–05 واستمر معه طيلة ثلاثة مواسم، حيث شارك في 27 مباراة سجل خلالها 4 أهداف. لينتقل بعدها إلى نادي تشايكور ريزه سبور في موسم 2006–07 لمدة موسم واحد، مشاركًا في 15 مباراة سجل خلالها هدفًا واحدًا. ثم انتقل إلى نادي أنقرة غوجو في موسم 2007–08 لمدة موسم واحد، مشاركًا في 9 مباريات ولم يسجل أي هدف. هذا وانتقل لاحقًا إلى النادي الإسماعيلي في موسم 2008–09 لمدة موسم واحد، مشاركًا في 9 مباريات سجل خلالها هدفًا واحدًا. ثم انتقل بعدها إلى النادي الأهلي في موسم 2009–10 لمدة موسم واحد، مشاركًا في 12 مباراة ولم يسجل أي هدف. ليعود وينتقل من جديد، لكن هذه المرة إلى نادي الاتحاد السكندري في موسم 2010–11 لمدة موسم واحد، مشاركًا في 3 مباريات ولم يسجل أي هدف أيضًا.

## روابط خارجية
- إبراهيم سعيد على موقع اتحاد تركيا (لاعب) (الإنجليزية)
- إبراهيم سعيد على موقع قاعدة بيانات كرة القدم.إي يو (الإنجليزية)
- إبراهيم سعيد على موقع ناشيونال فوتبول تيمز (الإنجليزية)